# Garfield Township (comté de Grundy, Illinois)
Pour les articles homonymes, voir Garfield Township.
Garfield Township est un township du comté de Grundy dans l'Illinois, aux États-Unis,.

## Source de la traduction
- (en) Cet article est partiellement ou en totalité issu de l’article de Wikipédia en anglais intitulé « Garfield Township, Grundy County, Illinois » (voir la liste des auteurs).